# Roerdalen
Roerdalen (phát âmⓘ) là một đô thị ở đông nam Hà Lan.

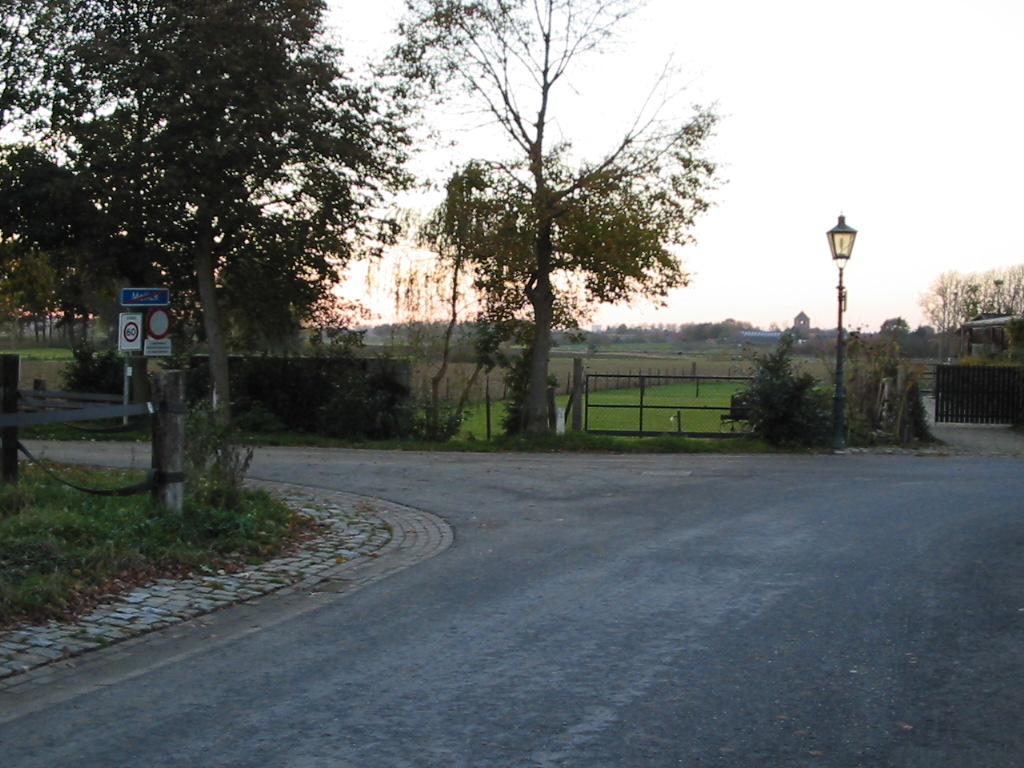
Melick
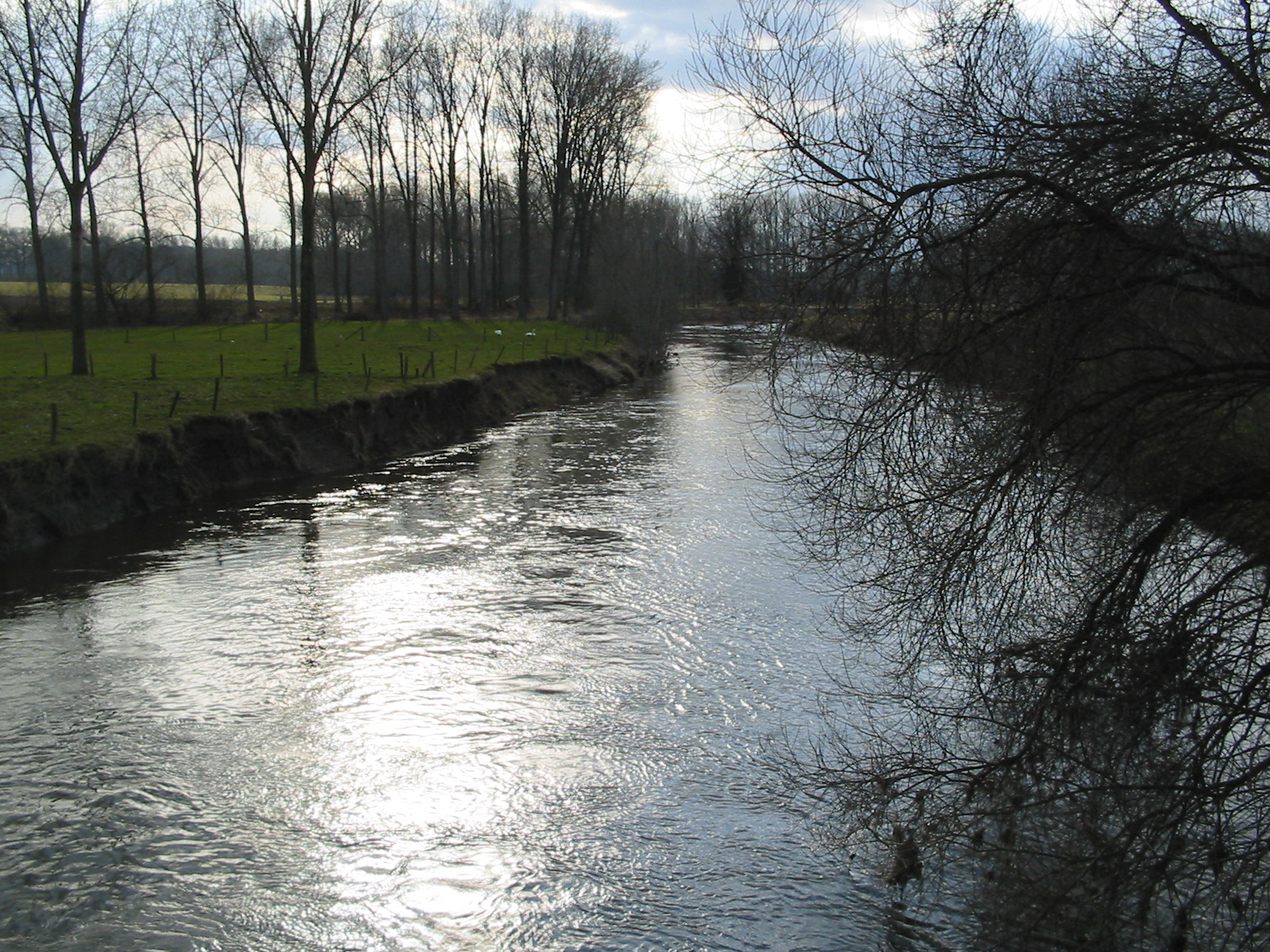
Sông Roer

## Các trung tâm dân cư
- Herkenbosch
- Melick
- Montfort
- Posterholt
- Reutje
- Sint Odiliënberg
- Vlodrop